# Matthew J. Costello
Matthew J. Costello, né en 1948 aux États-Unis, est un auteur américain. Il est essentiellement connu pour ses romans d'horreur, mais il a également œuvré dans les domaines de la science-fiction et de la fantasy.

## Biographie
De son vrai nom Matthew John Costello est né en 1948. Écrivain, il a écrit surtout des romans d'horreur et fantastique. Il a aussi écrit en collaboration avec Francis Paul Wilson deux romans, dont un a été traduit (Mirage, édité chez Pocket Terreur en juillet 2000). Il est également scénariste de jeux vidéo et a travaillé avec Id Software, Bethesda Softworks ou bien encore Eidos Interactive.

## Œuvres

### Romans
- (en) Sleep Tight, 1987
- (en) Revolt on Majipoor, 1987
- (en) Fate's Trick: In the World of Robert Heinlein's Glory Road, 1988
- (en) Beneath Still Waters, 1989
- Cauchemars d'une nuit d'été, Pocket Terreur, 1992 ((en) Midsummer, 1990), trad. François Truchaud
- (en) Child's Play 2, 1990
- La Chose des profondeurs, France Loisirs, 1993 ((en) Wurm, 1991), trad. Jacques GuiodRéédition : Pocket Terreur en 1994
- (en) Child's Play 3, 1991
- Né de l'ombre, Presses de la Cité, 1993 ((en) Darkborn, 1992), trad. Michel DemuthPocket Terreur en 1995
- (en) Homecoming, 1992
- (en) Caught in Time, 1992
- (en) Garden, 1993
- (en) See How She Runs, 1994
- (en) SeaQuest DSV: Fire Bellow, 1994
- Le Septième Invité, Fleuve noir, 1995 ((en) The 7th Guest, 1994), trad. Marc GazoÉcrit avec Craig Shaw Gardner. Adaptation du jeu vidéo The 7th Guest.
- Mirage, Pocket Terreur, 2000 ((en) Mirage, 1996), trad. Isabelle TroinÉcrit avec Francis Paul Wilson.
- (en) Masque, 1998Écrit avec F. Paul Wilson.
- (en) Unidentified, 2002
- (en) Artifact, 2003Écrit avec Kevin J. Anderson, Janet Berliner et F. Paul Wilson.
- (en) Missing Monday, 2004
- (en) King Kong: The Island of the Skull, 2005
- (en) Doom 3: Worlds on Fire, 2008
- (en) Doom 3: Maelstrom, 2009
- (en) Rage, 2011
- (en) Vacation, 2011
- (en) Home, 2012
- (en) Star Road, 2014Écrit avec Rick Hautala.

### Nouvelles traduites en français
- Jeux de mains, 1995 ((en) Abuse, 1993), trad. Oscar SpouquePubliée dans le recueil Histoires de sexe et de sang - tome 2 aux éditions J'ai lu dans la collection épouvante.
- Infiltration, 1996 ((en) Undercover, 1994), trad. Guillaume Fournier (traducteur)Publiée dans le recueil Rongé par la bête - tome 2 aux éditions Lefrancq.
- Vacances, 2002 ((en) Vacation, 1994), trad. Delphine Lœvenbruck et de Henri LœvenbruckPubliée dans le recueil Au seuil des ténèbres aux éditions J'ai lu.

### Scénarios de jeux vidéo
- 1993, The 7th Guest, Virgin Interactive
- 1995, The 11th Hour, Virgin Interactive
- 1999, Clue Chronicles: Fatal Illusion, Atari
- 2003, Starsky et Hutch, Empire Interactive
- 2003, The Italian Job, Eidos Interactive
- 2003, Cyberchase: Castleblanca Quest, Brighter Minds media
- 2004, Doom 3, Activision
- 2004, Shellshock: Nam '67, Eidos Interactive
- 2005, Doom 3: Resurrection of Evil, Activision
- 2006, Just Cause, Eidos Interactive
- 2007, Pirates des Caraïbes : Jusqu'au bout du monde, Disney Interactive Studios
- 2010, Just Cause 2, Eidos Interactive
- 2011, Rage, Bethesda Softworks